# Venha Brincar Comigo
Venha Brincar Comigo é um filme brasileiro de 1986, de sexo explícito, dirigido e produzido por Tony Vieira, com montagem de Vladimir Dias.

## Sinopse
Filha de milionário é seqüestrada por quadrilha e levada para uma casa de praia onde acaba se apaixonando por um dos seqüestradores.

## Elenco
- Juliana Albuquerque[1]
- Hely Antonio[1]
- Anão Chumbinho[1]
- Abel Constâncio[1]
- Rajá de Aragão[1]
- Paulo Farah[1]
- Arnaldo Fernandes[1]
- Karina Miranda[1]
- Fabiana Rios[1]
- Lia Soul[1]